# Petr Stránský
Petr Stránský (28. června 1878 Mratín – 17. února 1949 Nižbor) byl český a československý anarchista, politik a meziválečný senátor Národního shromáždění ČSR za Komunistickou stranu Československa.

## Biografie
Narodil se v Mratíně do rodiny nádeníka Václava Stránského a jeho ženy Anny Moravcové. Od dětství pracoval v zemědělství a pak přesídlil za prací do severních Čech. Usadil se v Lomu u Mostu. Ovlivnilo ho anarchistické hnutí, osobně se setkal se Stanislavem Kostkou Neumannem a přispíval do časopisu Omladina vydávaného Karlem Vohryzkem. Angažoval se v místním Všeobecném kooperativním spolku a v dubnu 1908 se stal druhým místopředsedou České federace všech odborů a jejím agitátorem pro město Hrob a okolí. Byl rovněž jedním z revírních důvěrníků Hornické federace. Pro své aktivity byl několikrát odsouzen ke krátkým trestům. V roce 1911 odešel za prací do Hambornu v Německu, kde inicioval vznik krajanského spolku a organizoval šestitýdenní stávku. Po roce 1918 se vrátil do českých zemí a brzy se začal intenzivně angažovat v debatě o dalším směřování socialismu, která vedla k rozkolu v sociální demokracii. Už v listopadu 1919 byl v podezření, že „obstarává styky s komunisty za hranicemi.“ Spolupracoval tehdy úzce s S. K. Neumannem.
V roce 1920 se podílel na prvotních akcích směřujících později k utvoření nové politické strany, KSČ. Předsedal sdružení Svaz komunistických skupin, které zahájilo proces slučování levicových frakcí mezi Čechy i Němci v ČSR. Podílel se na prosincové generální stávce v roce 1920. Po ní byl osm týdnů vězněn ve věznici v Plzni na Borech. V roce 1921 svaz svou činnost postupně utlumoval s tím, jak se rodila samostatná KSČ. V rámci Komunistické strany Československa pak ale Stránský během 20. let 20. století vliv spíše ztrácel. Znovu se dostal do popředí až koncem dekády, v souvislosti s nástupem mladých, radikálních komunistů (takzvaní Karlínští kluci), kteří do vedení KSČ doprovázeli Klementa Gottwalda. Stránský se tehdy v srpnu 1929 stal předsedou Průmyslového svazu horníků, čímž se KSČ snažila obnovit svůj vliv v odborovém hnutí.
V parlamentních volbách v roce 1929 získal za komunisty senátorské křeslo v Národním shromáždění. V senátu setrval do roku 1931, kdy byl zbaven mandátu nálezem volebního soudu. Místo něj pak jako náhradnice nastoupila Rozálie Hajníková. Profesí byl horníkem v Lomu u Mostu. Po roce 1929 se zaměřoval na sociální a hospodářskou tematiku, organizoval komunistické protestní akce a pochody. Tato činnost vyvrcholila střetnutím se státní mocí u viaduktu v Duchcově v rámci takzvané duchcovské stávky, jehož výsledkem byly čtyři oběti na životech a mnoho zraněných. Stránský byl coby organizátor nepovolené demonstrace zatčen, zbaven senátorské imunity a odsouzen k ročnímu trestu vězení. Přišel o senátorský post. Opětovně se do konfrontace s úřady dostal v roce 1934, kdy na oslavách Prvního máje v Ústí nad Labem měl „podněcovat k revoluci po vzoru ruském“. Následovaly tři měsíce těžkého žaláře.
V polovině 30. let 20. století se politika KSČ dočasně proměňovala a strana omezovala svůj původní radikalismus vůči liberálně demokratickému režimu v Československu. Petr Stránský coby výrazná tvář předchozího radikálního období nyní ztratil své pozice a odešel na Berounsko k rodině své manželky. Dále se angažoval v KSČ ale již jen na okresní úrovni (objevovaly se i nepodložené spekulace, že přestoupil k agrárníkům). V březnu 1939 byl zatčen gestapem a válku strávil v koncentračních táborech Buchenwald a Dachau. Věznění přežil a vrátil se do Československa, ovšem s podlomeným zdravím. V politice již se výrazněji neangažoval.
Zemřel v únoru 1949. Pohřeb se konal v Stradonicích u Nižboru.